# بارفين بابي
بارفين بابي (4 أبريل 1954 - 20 يناير 2005) ممثلة سينمائية هندية، عارضة أزياء، ومصممة داخلية. إنها أكثر ما تتذكره لظهورها في الأفلام التجارية الشعبية ولعبت في الغالب أدوارًا ساحرة إلى جانب الأبطال الكبار في السبعينيات وأوائل الثمانينيات.
فيلمها الأخير «إرادة» ، تركت بارفين بابي صناعة السينما وتناولت الجنسية الأمريكية. رغم أنها لم تتزوج، إلا أنها كانت لها علاقات مع العديد من الممثلين مثل كبير بيدي ، أميتاب باتشان ، داني دينزونغبا وماهيش بهات. تم تشخيص إصابتها بمرض السكري وتوفيت بسبب قصور في الأعضاء المتعددة في 20 يناير 2005.

## روابط خارجية
- بارفين بابي على موقع IMDb (الإنجليزية)
- بارفين بابي على موقع ألو سيني (الفرنسية)
- بارفين بابي على موقع أول موفي (الإنجليزية)
- بارفين بابي على موقع إن إن دي بي (الإنجليزية)
- بارفين بابي على موقع ديسكوغز (الإنجليزية)
- بارفين بابي على موقع قاعدة بيانات الفيلم (الإنجليزية)
- بارفين بابي على موقع كينوبويسك (الروسية)